# Abengourou
Abengourou là một tỉnh và thành phố thuộc Côte d'Ivoire.  Thành phố Abengourou có dân cư chủ yếu là người Agni, một nhánh của người Akan di cư đến vùng này từ Ghana. Dân số của Abengourou ước khoảng 105.000 người vào năm 2004.  Thành phố có sân bay Abengourou.

## Các đô thị
- Abengourou
- Abradinou
- Abronamoué
- Affalikro
- Niablé